# Van Hool Astromega
Van Hool Astromega — двоповерхові туристичні автобуси, що випускається бельгійською компанією Van Hool з 1982 року. Це тривісні двоповерхові лайнери для перевезення великої кількості пасажирів, що мають дуже високий комфорт перевезення, як і їх конкуренти Neoplan Skyliner та Setra S 431 DT. Ця модель лайнера налічує 3 покоління: T8 Серія (1982—1997), T9 Серія (1997-наш час) і TX Серія (2011-наш час).

## Опис моделі

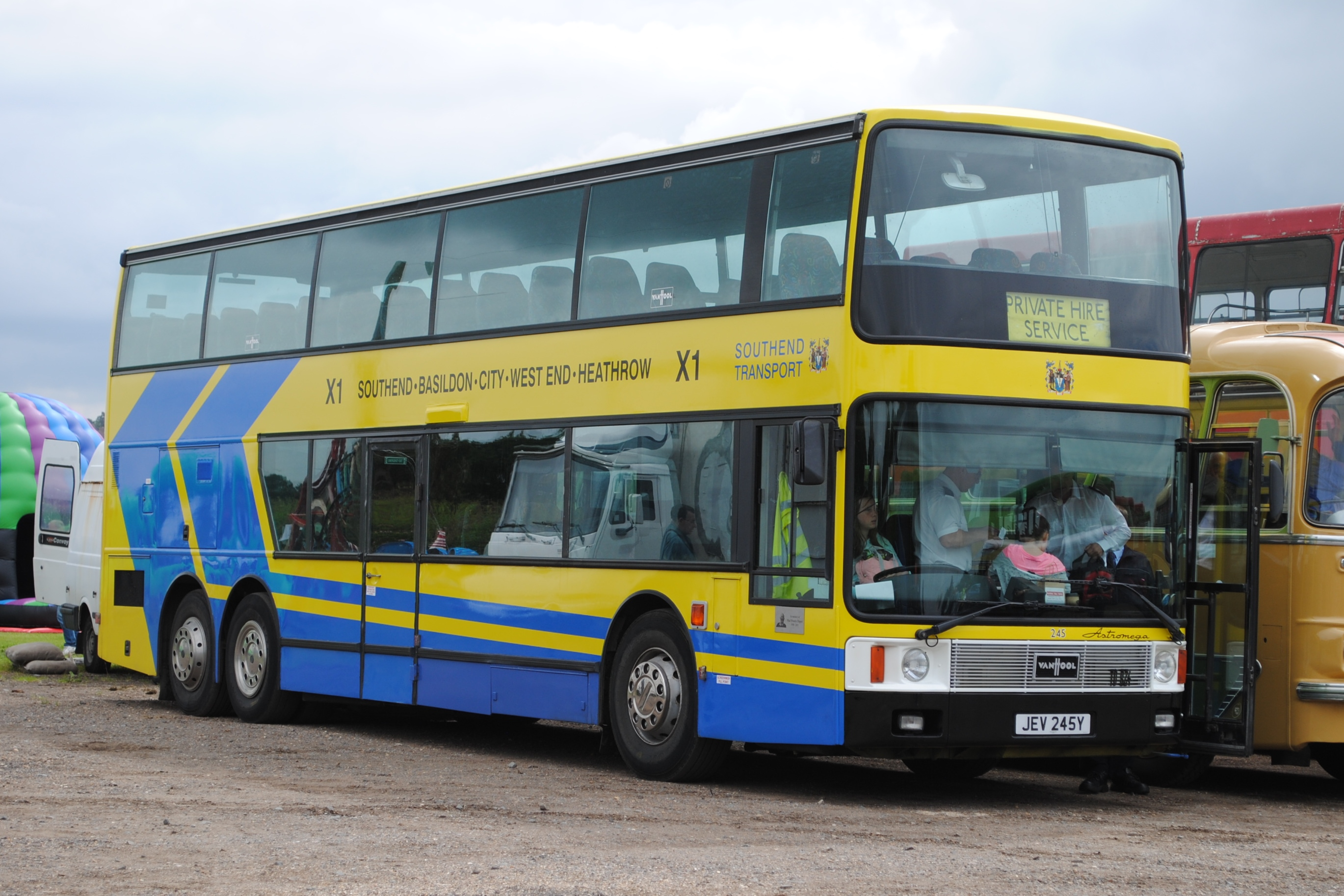
Van Hool TD 824 Astromega (1982-1992)

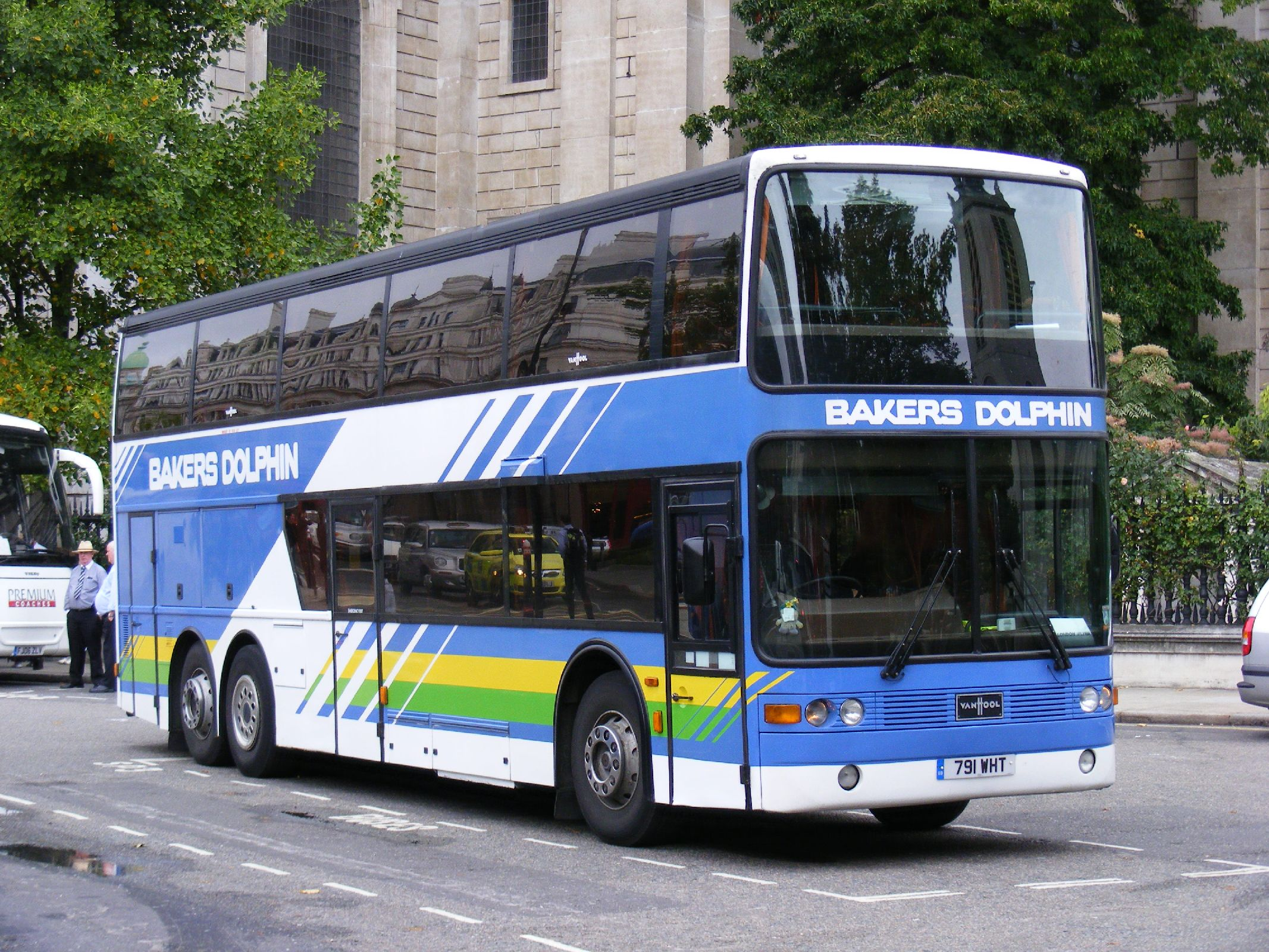
Van Hool TD 824 Astromega після фейсліфту (1992-1997)

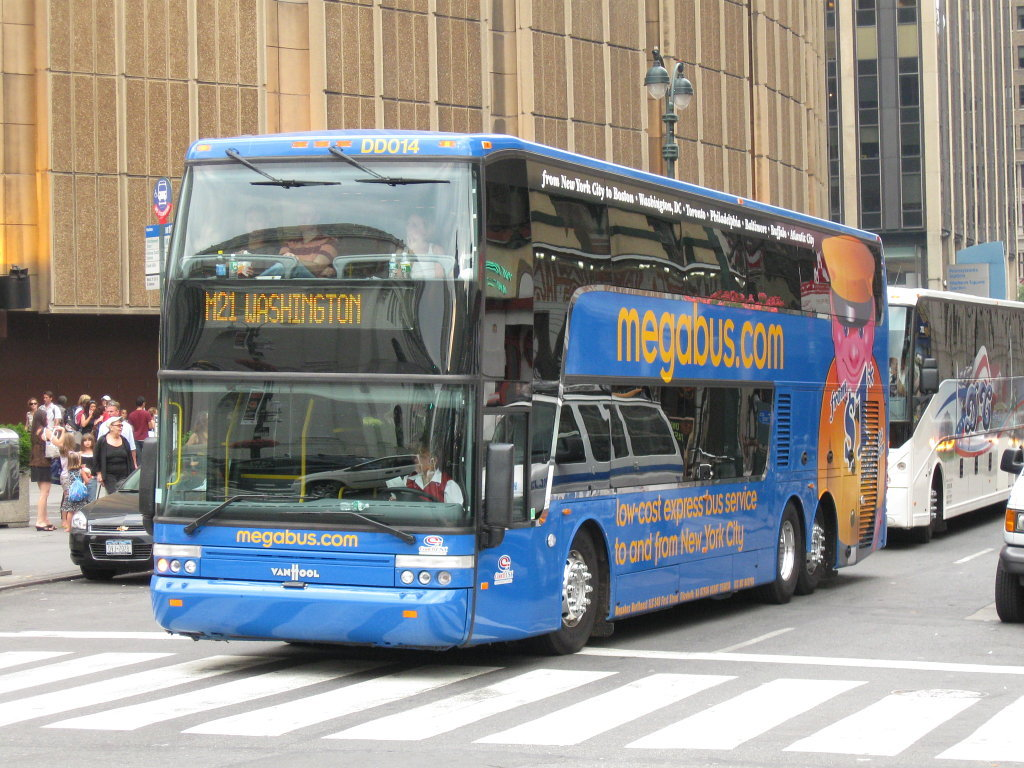
Van Hool TD 925 Astromega (2003-наш час)

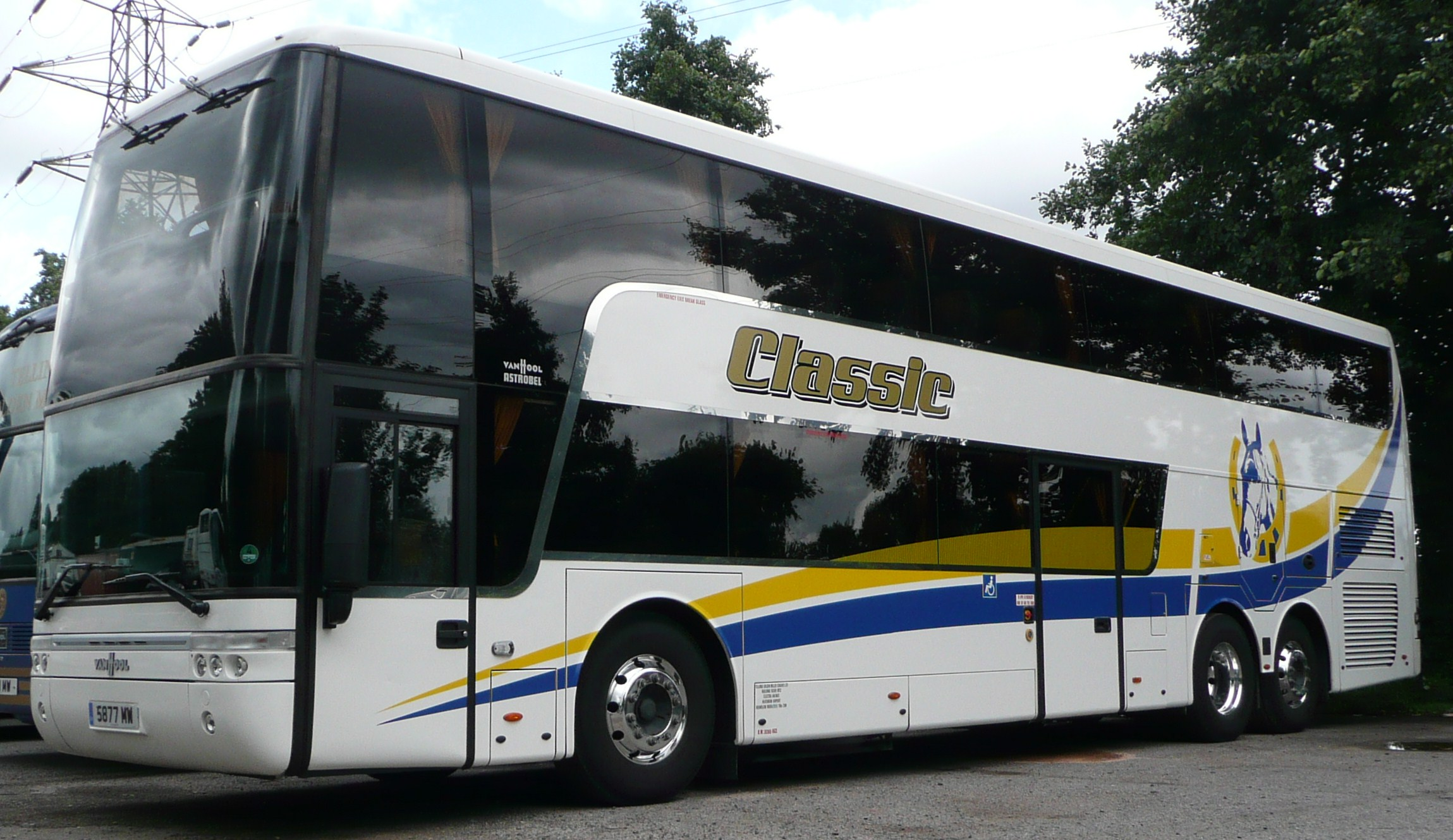
Van Hool T9 Astrobel на шасі Volvo B12BT 6x2

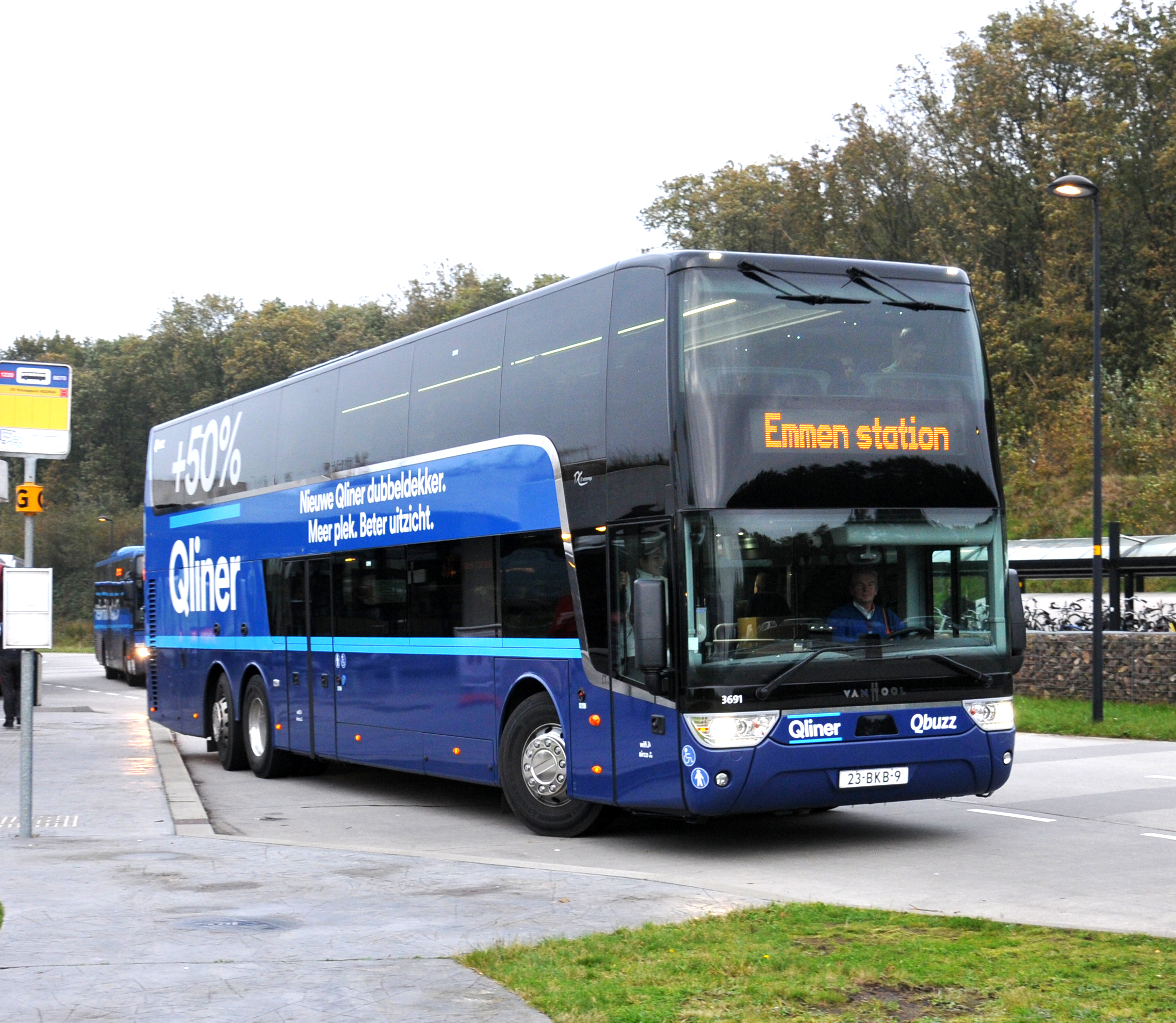
Van Hool TDX27 Astromega (2011-наш час)

Виробництво двоповерхового автобуса T8 Серії Van Hool TD 824 Astromega було розпочато в 1982 і завершено в 1997 році. Ця модель присутня в багатьох країнах по всьому світу, зокрема в Японії.
В 1992 році модель модернізували, змінивши дизайн кузова, оснащення і двигуни.
У 1994 році в Європі представлена подовжена на 1600 мм версія автобуса під назвою TD827.
Останні екземпляри TD824 і TD827 були виготовлені в 1997 році.
В кінці 1997 року представлені версії TD924 і TD927 нової T9 Серії.
У 2003 році сімейство модернізували, змінивши оптику і оснащення, а модель TD924 була замінена на модель TD925.
Існує також версія кузова побудована на кількох різних шасі: DAF, Volvo і Scania. Ця версія була названа Van Hool Astrobel і була доступна для скандинавському ринку і на Британських островах.

## Двигуни
- Перша модель була побудована з двигуном Fiat.
- З 1982 по 1987 рр. автобуси комплектували двигунами Mercedes-Benz.
- З 1987 по сьогоднішній день автобуси компектують двигунами MAN. Крім того автобус може комплектуватись двигунами DAF. На ринок США автобус поставляється з двигунами Cummins.

## Модельний ряд Astromega

### T8 Серія
- Van Hool TD824 Astromega  — тривісний двоповерховий лайнер Van Hool довжиною 12 мм, що випускався з 1982-1997 роки.
- Van Hool TD827 Astromega  — тривісний двоповерховий лайнер Van Hool довжиною 13,6 мм, що випускався з 1994—1997 роки.

### T9 Серія
- Van Hool TD924 Astromega  — тривісний двоповерховий лайнер довжиною 12 мм, що випускався з 1997-2003 роки.
- Van Hool TD925 Astromega  — тривісний двоповерховий автобус довжиною 13,1-13,3 мм, що випускається з 2003 року понині.
- Van Hool TD927 Astromega  — тривісний двоповерховий лайнер довжиною 13,9-14,2 мм, що випускається з 1997 року понині.

### TX Серія
- Van Hool TDX24 Astromega  — тривісний двоповерховий лайнер довжиною 12 мм.
- Van Hool TDX25 Astromega  — тривісний двоповерховий лайнер довжиною 13,1 мм, що випускається з 2011 року понині.
- Van Hool TDX27 Astromega  — тривісний двоповерховий лайнер довжиною 14,1 мм, що випускається з 2011 року понині.
- Van Hool TDX29 Astromega  — тривісний двоповерховий лайнер Van Hool